# Gioan Thiên Chúa
Thánh Gioan Thiên Chúa (tiếng Latin: Sancti Ioannis de Deo) là một vị thánh của Kitô giáo. Ông là người sáng lập Dòng Trợ thế Thánh Gioan Thiên Chúa .

## Tiểu sử
Ông tên thật là João Cidade Duarte, sinh ngày 08 tháng 03 năm 1495 tại làng Montermor-O-Novo, Bồ Đào Nha. Cha là ông Anrê, và mẹ là bà Têrêsa, ông bà là những người nghèo khổ nhưng đạo đức và đầy lòng bác ái .

### Cuộc đời
Năm lên 9 tuổi ông đã bỏ nhà trốn đi, theo một nhà mạo hiểm đã khéo kích thích trí tưởng tượng của tuổi thơ. Gioan lưu lạc đến vùng Oropesa, Tây Ban Nha. Mẹ ông đã qua đời sau ba tuần đau khổ vì không biết số phận của con trẻ ra sao. Ông giúp việc cho một nhà tiểu nông, ông bà Francois de Mjoral. Hàng ngày lo đi chăn chiên hay làm mã phu cho đến khoảng 20 tuổi. Chán với cuộc sống đều đều, ông đăng lính đi chiến đấu ở Phontarabia..
Cuộc sống quân ngũ và tha phương khiến ông trở nên suy đồi mất cả lòng kính sợ Chúa. Trong một lần đem thức ăn cho ngựa. Gioan bị té và bị trọng thương không còn cử động, nói năng gì được nữa. Nhận biết được mối nguy đang đe dọa thân xác tâm hồn, Ông khấn cầu Đức Mẹ xin khỏe mạnh và hứa sẽ sửa mình. Nhưng khi vừa hết bệnh, ông lại trở về đường cũ.
Trong quân đội, một lần chỉ huy trao cho Gioan canh giữ chiến lợi phẩm. Vì bất cẩn mà chiến lợi phẩm biến mất. Gioan bị án xử chết. Đến giờ hành hình, có một cấp chỉ huy can thiệp nên ông được tha và bị giáng cấp. Bất mãn, Gioan trở về chủ cũ và được tiếp đón niềm nở. Gia chủ còn đề nghị gả con cho ông nữa, nhưng ông đã từ chối và chỉ sống như một người chăn chiên.

### Biến cố
Mười năm sau Gioan lại đăng lính làm pháo thủ trong cuộc viễn chinh đánh phá Thổ Nhĩ Kỳ. Chiến tranh kết thúc, binh đội Tây Ban Nha được giải ngũ. Gioan muốn trở về quê nhà. Nhưng người cậu ông cho biết mẹ ông đã qua đời ba tuần sau ngày ông bỏ nhà ra đi, cha ông cũng mới qua đời tại tu viện thánh Phanxicô, những lời này đã trách móc xâu xé tấm lòng của đứa còn hoang đàng... Gioan quyết sửa những ngông cuồng của tuổi trẻ và muốn hiến chac vụ người nghèo khổ yếu đau .

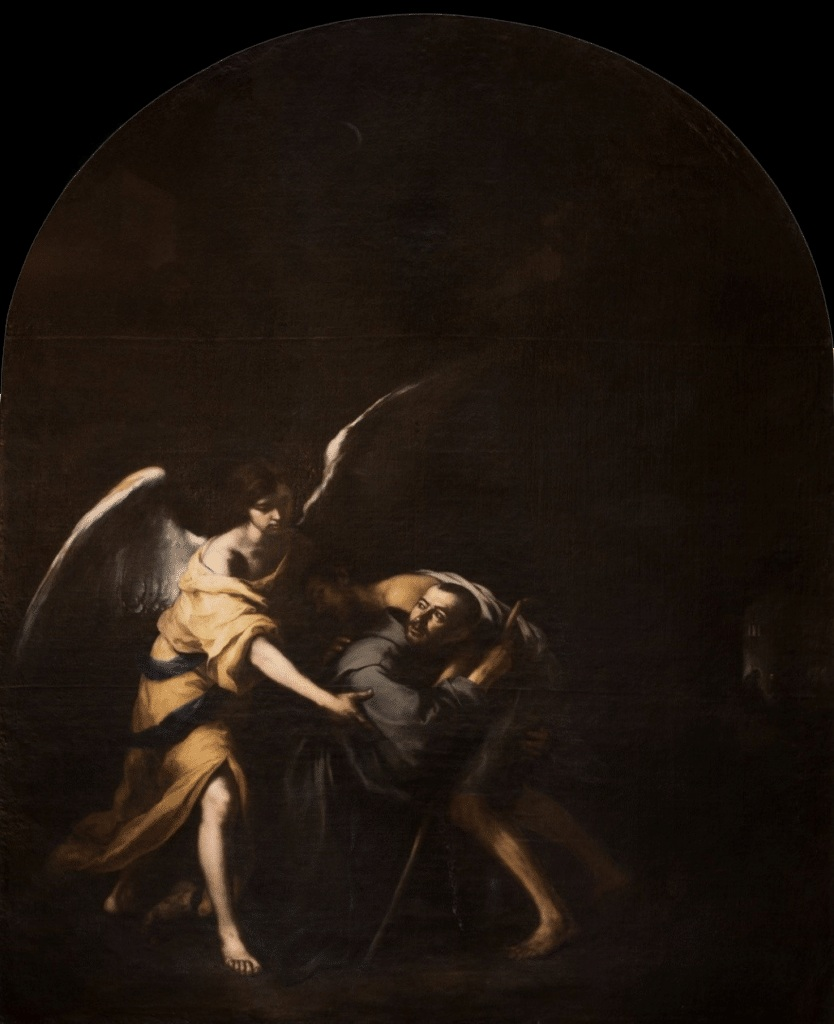
Thánh Gioan Thiên Chúa dưới nét vẽ của Murillo

Gioan quyết định đi Châu Phi để giúp đỡ các Kitô hữu bị bắt làm nô lệ, với hy vọng được chết vì đạo. Tới Gibraltar, ông gặp một nhà quý tộc bị thất sủng, phải đi đày đã cùng ông đáp tàu tới Ceuta. Ông đã phải làm việc để kiếm tiền nuôi người bạn chẳng may ngã bệnh và lâm cảnh cùng quẫn. Ông đã vào các nhà tù, an ủi các tù nhân và săn sóc họ. Gioan nhận lệnh của một tu sĩ Phanxicô truyền phải trở lại Tây Ban Nha là nơi Thiên Chúa đã cho ông biết các ý định của Ngài.
Ngày 20 tháng 1 năm 1539, Gioan được ơn hoán cải nhờ bởi bài giảng của linh mục Juan de Ávila trong thánh lễ kính thánh Tử đạo Sebastian. Nội dung bài giảng nói về sự nguy hiểm của tội lỗi và lòng thương xót của Thiên Chúa đã khiến cho Gioan xúc động tột cùng, trở nên giống như người điên. Ông vừa chạy vừa la to về những lỗi phạm của mình với Chúa và với tha nhân. Chính vì thế mà người ta đã đưa Gioan vào bệnh viện tâm thần Hoàng gia Tây Ban Nha để chữa bệnh tâm thần. Nhưng ít ngày sau Gioan đã bình tâm trở lại và được xuất viện. Gioan tìm đến linh mục Juan de Ávila để xin được linh hướng.
Tháng 10 năm 1539, Gioan đi hành hương Đức Mẹ Guadaloupe, sau đó đã đến bệnh viện của các tu sĩ Dòng Hiêrônimô để phục vụ bệnh nhân. Qua công việc này, Gioan đã học được cách tổ chức bệnh viện cũng cách săn sóc bệnh nhân.
Tháng 12 năm 1539 Gioan mua một căn nhà tại phố Lucena, Tây Ban Nha để làm nơi trú thân cho những người nghèo khổ, bệnh tật không nơi trú ngụ. Hằng ngày ngoài việc tắm rửa, băng bó những vết thương lở loét cho bệnh nhân … Gioan còn đi xin của bố thí để nuôi họ. Thấy công việc bác ái tốt lành của Gioan nên Giám mục thành Tuy là Don Sebastian Ramirez đã đặt tên cho Gioan Cidade là Gioan Thiên Chúa, và ban cho Gioan một chiếc áo giống như áo nhà tu, để Gioan không thể cởi đổi áo lành lấy áo rách của những người nghèo như đã thường làm trước đây.
Nhờ sự giúp đỡ của các vị ân nhân nên Gioan Thiên Chúa đã lập thêm được những nhà khác để tiếp đón bệnh nhân, người nghèo khổ bất hạnh. Qua việc làm bác ái hằng ngày, Gioan Thiên Chúa đã cho khiến nhiều người cảm động ra tay giúp đỡ. Cũng có những người tự nguyện đến xin được cộng tác và sau này chính họ là những người tiếp nối sự nghiệp của Gioan Thiên Chúa .

### Qua đời
Qua bao năm tháng miệt mài với việc chăm sóc bệnh nhân và những người nghèo khổ đã khiến Gioan ngày càng suy yếu, nên trong một lần đi vớt củi cùng với người thanh niên tại sông Génil. Do sơ suất, người thanh niên đã bị nước sông cuốn trôi và Gioan đã nhảy xuống sông để cứu vớt bạn mình trong thời tiết giá lạnh. Sau những ngày đó, Gioan đã lâm bệnh. Ông qua đời ngày 08 tháng 03 năm 1550.

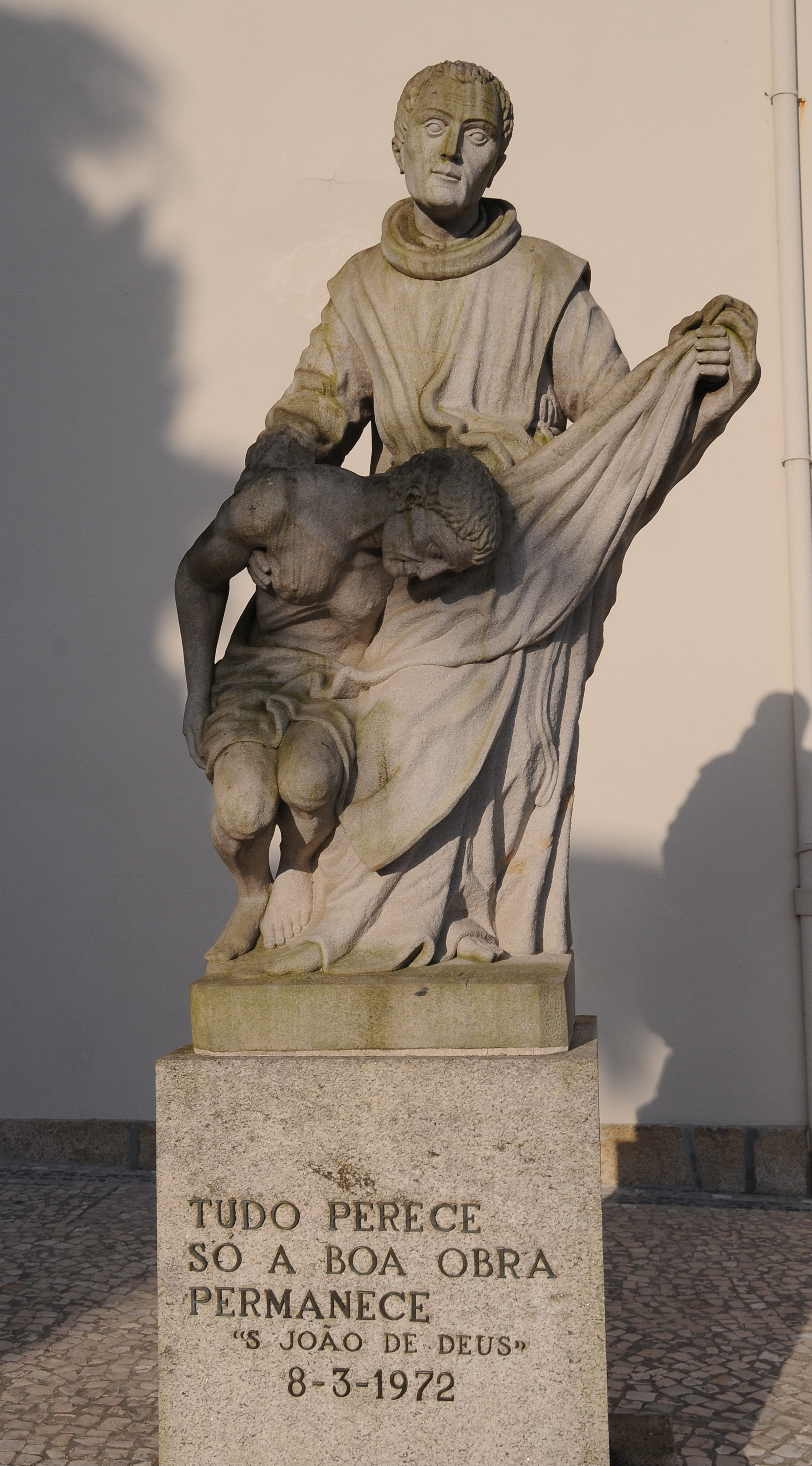
Tượng Thánh Gioan Thiên Chúa ở Vilar de Frades, Barcelos, Bồ Đào Nha.

Thi hài Thánh Gioan Thiên Chúa được chôn cất tại Granada, hài cốt của ông được giữ ở đó cho đến ngày 28 tháng 11 năm 1664. Các tu sĩ dòng do ông thành lập đã di chuyển đến Giáo hội của Saint John Bệnh viện của Thiên Chúa.
Ngày 26 tháng 10 năm 1757, hài cốt của ông được chuyển đến đặt tại Vương cung thánh đường Thánh Gioan Thiên Chúa ở Camarin Basilic.

## Phong Thánh
Ngày 21 tháng 09 năm 1630, Giáo hoàng Urbanô VIII đã tuyên phong Gioan Thiên Chúa lên hàng Chân Phước
Ngày 16 tháng 10 năm 1690, Giáo hoàng Alexandre VIII nâng ông lên bậc Hiển Thánh.
Ngày 27 tháng 05 năm 1886, Giáo hoàng Leo XIII tuyên phong thánh Gioan Thiên Chúa và thánh Camilo de Lellis làm bổn mạng các bệnh nhân và bệnh viện.
Ngày 28 tháng 08 năm 1930, Giáo hoàng Piô XI đã long trọng đặt thánh Gioan Thiên Chúa và thánh Camilo de Lellis làm đấng phù hộ các nghiệp đoàn điều dưỡng Công giáo, cùng tất cả các nam nữ y tá trong mọi thời đại.
Ngày 06 tháng 03 năm 1940, Giáo hoàng Piô XII tuyên phong thánh Gioan Thiên Chúa là bổn mạng đệ nhị thành phố Granada, Tây Ban Nha .

## Giai thoại
Khi Gioan trở lại Gibraltar. Ông đi bán rong giày dép và tranh ảnh, nhưng vẫn luôn lo cải hóa các tâm hồn. Một ngày kia ông gặp trên đường một đứa trẻ cùng khổ đáng thương với cặp giò trần trụi bị nứt nẻ vì sỏi đá. Ông vác em bé trên vai định đưa về nhà chăm sóc. Trên đường đi, khi dừng lại nghỉ, đứa trẻ chỉ cho vị ân nhân một trái lựu (Grenade) mọc cây thánh giá và nói:
" Hỡi Gioan Thiên Chúa, trái lựu (Grenade) sẽ là thánh giá của ông."
Rồi đứa trẻ biến mất. Gioan chợt hiểu chính Chúa Giêsu là đứa trẻ mà ông đã giúp đỡ....

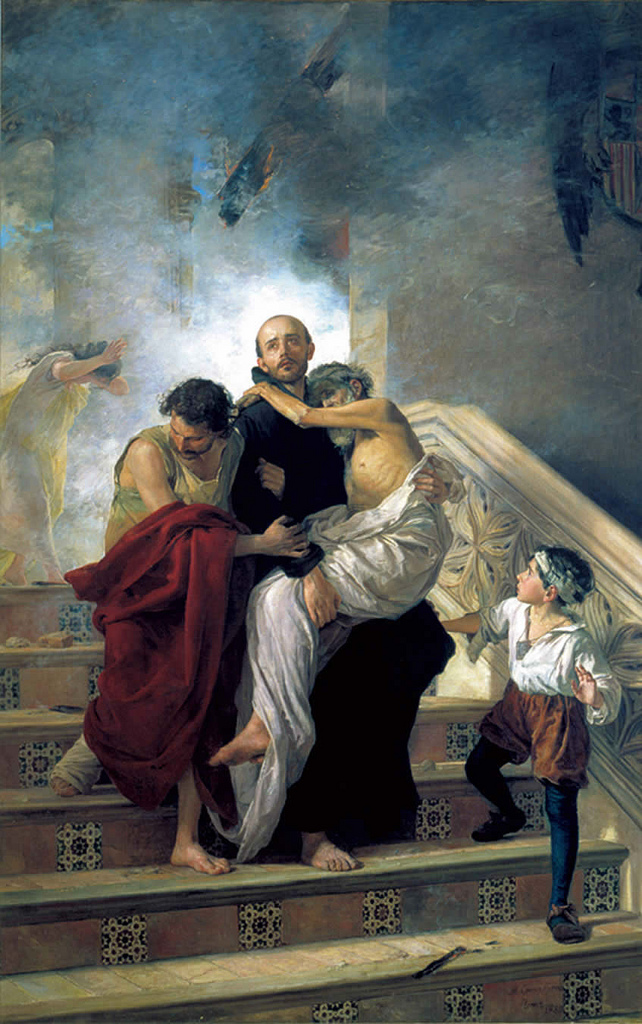
Tranh sơn dầu trên vải về Thánh Gioan Thiên Chúa, 310 x 195 cm, vẽ năm 1880, đặt tại bảo tàng mỹ thuật ở Granada.

## Hội dòng Thánh Gioan Thiên Chúa
Dòng Trợ thế Thánh Gioan Thiên Chúa (tiếng Latin: Ordo Hospitalarius Sancti Ioannis de Deo) là một dòng tu Giáo hoàng, trực thuộc Tòa Thánh, ngay từ đầu đã được Giáo hội Công giáo Roma cho phép một số tu sĩ lãnh tác vụ linh mục để thi hành công tác mục vụ trong cộng đoàn và ban các bí tích cho bệnh nhân. Dòng được Giáo hoàng Piô V chính thức thành lập ngày 01 tháng 01 năm 1572, qua Sắc chỉ Licet ex debito.
Qua nhiều thế kỷ đến nay, hội dòng đã hiện diện ở 53 quốc gia với hơn 300 bệnh viện, trung tâm hỗ trợ nhu cầu xã hội. Lĩnh vực hoạt động của hội dòng là chuyên về chăm sức khỏe, tâm thần học.... Hội dòng có hơn 45.000 thành viên, chuyên chăm sóc cho bệnh nhân và người nghèo trên toàn thế giới.